# Denain Communal Cemetery
Denain Communal Cemetery is een Britse militaire begraafplaats gelegen in de Franse plaats Denain (Noorderdepartement). De begraafplaats wordt onderhouden door de Commonwealth War Graves Commission.
De begraafplaats telt 294 geïdentificeerde Gemenebest graven uit de Eerste Wereldoorlog.